# Rákóczi

I Rákóczi sono una famiglia principesca ungherese.
Sono originari di Rákócz e Felsővadász. Il figlio di Sigismondo Rákóczi è stato il primo di questa famiglia a ottenere il principato di Transilvania, ascendendo al principato come Giorgio I. Gli è succeduto il figlio Giorgio II Rákóczi. Annoverano tra gli esponenti anche Francesco II Rákóczi.